# Nekrassowo (Kaliningrad, Bagrationowsk, Gwardeiskoje)
Nekrassowo (Некрасово, deutsch Wöterkeim und Moddien) war ein Ort in der russischen Oblast Kaliningrad (Gebiet Königsberg (Preußen)), dessen früheren zwei Ortschaften zum Kreis Preußisch Eylau in Ostpreußen gehörten und dessen Ortsstelle sich heute im Munizipalkreis Rajon Bagrationowsk (Stadtkreis Preußisch Eylau) befindet.

## Geographische Lage
Die Ortsstelle Nekrassowo mit den beiden zusammenliegenden ehemaligen Ortschaften  Wöterkeim und Moddien liegt am Flüsschen Prochladnaja (deutsch Frisching) im südlichen Westen der Oblast Kaliningrad, 15 Kilometer nördlich der einstigen Kreis- und heutigen Rajonshauptstadt Preußisch Eylau (russisch Bagrationowsk).

## Geschichte

### Bis 1945

#### Wöterkeim
Das kleine Dorf Wetirkeim wurde 1339 erstmalig urkundlich erwähnt und nach 1339 Wedirkeim, nach 1414 Wetterkeim und nach 1820 Wöterkeim genannt. Im Jahre 1874 wurde die Landgemeinde Wöterkeim in den neu errichteten Amtsbezirk Groß Lauth (russisch Newskoje) im ostpreußischen Kreis Preußisch Eylau eingegliedert. Wöterkeim zählte im Jahre 1910 86 Einwohner.
Am 30. September 1928 schlossen sich die Landgemeinden Wöterkeim und Moddien sowie der Gutsbezirk Fabiansfelde (russisch Newskoje) zur neuen Landgemeinde Wöterkein zusammen. Am 30. Mai 1928 erfolgte die Umbenennung des Amtsbezirks Groß Lauth in „Amtsbezirk Schrombehnen“ (russisch Moskowskoje). Die Zahl der Einwohner der Landgemeinde Wöterkeim belief sich 1933 auf 191 und 1939 auf 195.
In Kriegsfolge kam Wöterkeim 1945 mit dem gesamten nördlichen Ostpreußen zur Sowjetunion.

#### Moddien
1287 war das Jahr der ersten urkundlichen Erwähnung des aus ein paar kleinen und großen Höfen bestehenden Modityn, das nach 1287 Modjen, vor 1785 Modgen, um 1785 Modien und nach 1785 Moddien hieß. Als 1874 der Amtsbezirk Groß Lauth (Newskoje) im Kreis Preußisch Eylau in Ostpreußen gebildet wurde, gehörte Moddien von Anfang an dazu. 90 Einwohner waren 1910 in Moddien registriert.
Zusammen mit dem Gutsbezirk Fabiansfelde und der Landgemeinde Wöterkeim bildete man 1928 die neue Landgemeinde Wöterkeim, die ein Jahr später dem neu benannten Amtsbezirk Schrombehnen (Moskowskoje) zugeordnet wurde.
Als 1945 in Kriegsfolge das gesamte nördliche Ostpreußen an die Sowjetunion fiel, war auch Moddien davon betroffen.

### Seit 1945

#### Nekrassowo
Die beiden Ortschaften Wöterkeim und Moddien erhielten 1947 den gemeinsamen russischen Namen „Nekrassowo“ und wurden beide in den neu gebildeten Gwardeiski selski Sowet (Dorfsowjet Gwardeiskoje  - Mühlhausen) eingegliedert. Hier wurden sie anfänglich wohl noch besiedelt, dann aber bereits lange vor 1988 verlassen. Der Ort verwaiste und gilt heute offiziell als untergegangen. Die Ortsstelle gehört heute zum Rajon Bagrationowsk (Stadtkreis Preußisch Eylau) in der Oblast Kaliningrad (Gebiet Königsberg (Preußen)) der Russischen Föderation.

## Religion
Mit fast ausnahmslos evangelischer Bevölkerung gehörte vor 1945 Wöterkeim und Moddien zur Kirchenprovinz Ostpreußen der Kirche der Altpreußischen Union, wobei Wöterkeim dem Kirchspiel der Kirche Jesau (russisch Juschny) und Moddien dem Kirchspiel Uderwangen (Tschechowo) zugehörig war.

## Verkehr
Die kaum noch erkennbaren Ortsstellen Nekrassowos resp. Wöterkeims und Moddiens am Ufer des Frisching (Prochladnaja) sind von Newskoje (Groß Lauth) an der Regionalstraße 27A-017 (ex A 195, einstige deutsche Reichsstraße 128) aus über Landwegverbindungen zu erreichen.